# Croton cuyabensis
Croton cuyabensis là một loài thực vật có hoa trong họ Đại kích. Loài này được Pilg. mô tả khoa học đầu tiên năm 1901.